# カスパー・アンカーグレン
カスパー・アンカーグレン（Casper Ankergren 、1979年11月9日 - ）は、デンマーク・キューゲ出身の元プロサッカー選手。ポジションは、ゴールキーパー。

## 経歴

### クラブ
地元クラブのキューゲBKでプロキャリアをスタート。
2001年1月、ブレンビーIFに移籍
2007年1月、フットボールリーグ・チャンピオンシップのリーズ・ユナイテッドAFCにレンタル移籍。
2010年8月、ブライトン・アンド・ホーヴ・アルビオンFCに移籍。2016-17シーズン終了後、現役を引退した。

### 代表歴
各年代でデンマーク代表に選出されているが、ステファン・アンデルセンの控えであったため出場機会は多くなかった。
2006年10月、モアテン・オルセン監督が負傷離脱したトーマス・セーレンセンの代役としてアンカーグレンを招集した。

## タイトル

### クラブ
ブレンビー
- デンマーク・スーペルリーガ: 2001–02, 2004–05
- デンマーク・カップ: 2002–03, 2004–05

ブライトン
- フットボールリーグ1: 2010–11